# Vojany
Vojany (maďarsky Vaján) jsou obec na Slovensku v okrese Michalovce.

## Poloha
Obec se nachází ve východní části Košického kraje, ve Východoslovenské nížině. Katastrem obce protéká řeka Laborec.

## Průmysl
Ve Vojanech se nachází Elektrárna Vojany, největší tepelná elektrárna na Slovensku.